# Max Lorenz (Sänger)

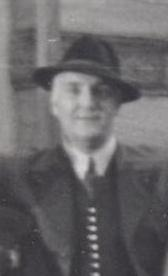
Max Lorenz, Bayreuth, August 1941

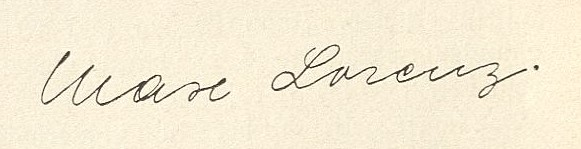
Signatur (1938)

Max Lorenz, eigentlich Max Sülzenfuß, (* 10. Mai 1901 in Düsseldorf; † 11. Januar 1975 in Salzburg) war ein deutscher Opernsänger (Tenor).

## Leben
Max Lorenz wurde als Sohn des Metzgers Albert Sülzenfuß und seiner Frau Marie, geb. Lorenz in Düsseldorf geboren. Anstatt die väterliche Metzgerei zu übernehmen, entschied er sich für eine künstlerische Karriere und änderte während seiner Gesangsausbildung Anfang der 20er Jahre auch seinen Namen von Max Sülzenfuß in den Künstlernamen Max Lorenz. Seine Lehrer waren von 1918 bis 1923 Max Pauli in Köln ab 1923 und Ernst Grenzebach in Berlin, später förderte ihn Heinz Tietjen.
Im Dezember 1926 gewann Max Lorenz einen Gesangswettbewerb in der Berliner Philharmonie, an dem über dreihundert Sänger teilnahmen und erhielt daraufhin einen Vertrag mit der Dresdner Staatsoper, wo er am 5. September 1927 als Walther von der Vogelweide in Tannhäuser debütierte. 1933 verpflichtete man ihn an die Berliner Staatsoper. Es folgten zahlreiche Gastspiele an vielen Opernhäusern in aller Welt. Gleichzeitig dazu sang er von 1933 bis 1954 bei den Richard-Wagner-Festspielen in Bayreuth, so 1938 und 1939 den Tristan in der Tietjen-Inszenierung, er war von 1931 bis 1934 und nochmals von 1947 bis 1950 Mitglied der New Yorker Metropolitan Opera und von 1948 bis 1962 Mitglied der Wiener Staatsoper. 1942 spielte er die kleine Rolle eines Opernsängers in dem Film Altes Herz wird wieder jung.
Lorenz war homosexuell, aber seit 1932 mit der Sängerin Charlotte (Lotte) Appel (* 1897 Hamburg; † 1964 München) verheiratet, einer Jüdin, die später auch als seine Managerin tätig war. Seine Homosexualität war von den Nationalsozialisten zunächst stillschweigend geduldet worden. Als Lorenz jedoch wegen einer Affäre mit einem jungen Mann vor Gericht gestellt wurde, teilte Adolf Hitler der damaligen Leiterin der Bayreuther Festspiele Winifred Wagner mit, Lorenz sei für die Festspiele untragbar geworden. Wagner soll ihm laut eigener Schilderung entgegnet haben, in diesem Fall könne sie „Bayreuth schließen“, denn ohne Lorenz sei „Bayreuth nicht zu machen“. Nach dem Ende des Gerichtsverfahrens versicherte ihr Hitler, Lorenz dürfe auch künftig in Bayreuth auftreten.
Was seine jüdische Ehefrau betraf, bestand Lorenz darauf, sich mit ihr in der Öffentlichkeit zu zeigen, ein Verhalten, das von den Nationalsozialisten als Provokation empfunden wurde. Als SS-Leute während Lorenz’ Abwesenheit seine Frau und seine Schwiegermutter aus der Wohnung abholen sollten, konnte dies im letzten Moment verhindert werden: Lotte Lorenz konnte über eine Telefonnummer, die sie von Hermann Görings Schwester erhalten hatte, mit einer vorgesetzten Stelle telefonisch Kontakt aufnehmen; von dort erging an die SS-Leute die Weisung, die Wohnung zu verlassen und die Frauen unbehelligt zu lassen. Als Reaktion auf diesen Vorfall dekretierte Göring mit Schreiben vom 21. März 1943, Lorenz stehe unter seinem persönlichen Schutz; jedes Vorgehen gegen Lorenz, dessen Frau und deren Mutter habe zu unterbleiben. Waldemar Kmentt zufolge soll Max Lorenz seine privilegierte Stellung im Dritten Reich dazu verwendet haben, neben seiner Frau auch etliche jüdische Freunde und Kollegen vor Verfolgung zu schützen. Lorenz stand 1944 in der Gottbegnadeten-Liste des Reichsministeriums für Volksaufklärung und Propaganda.

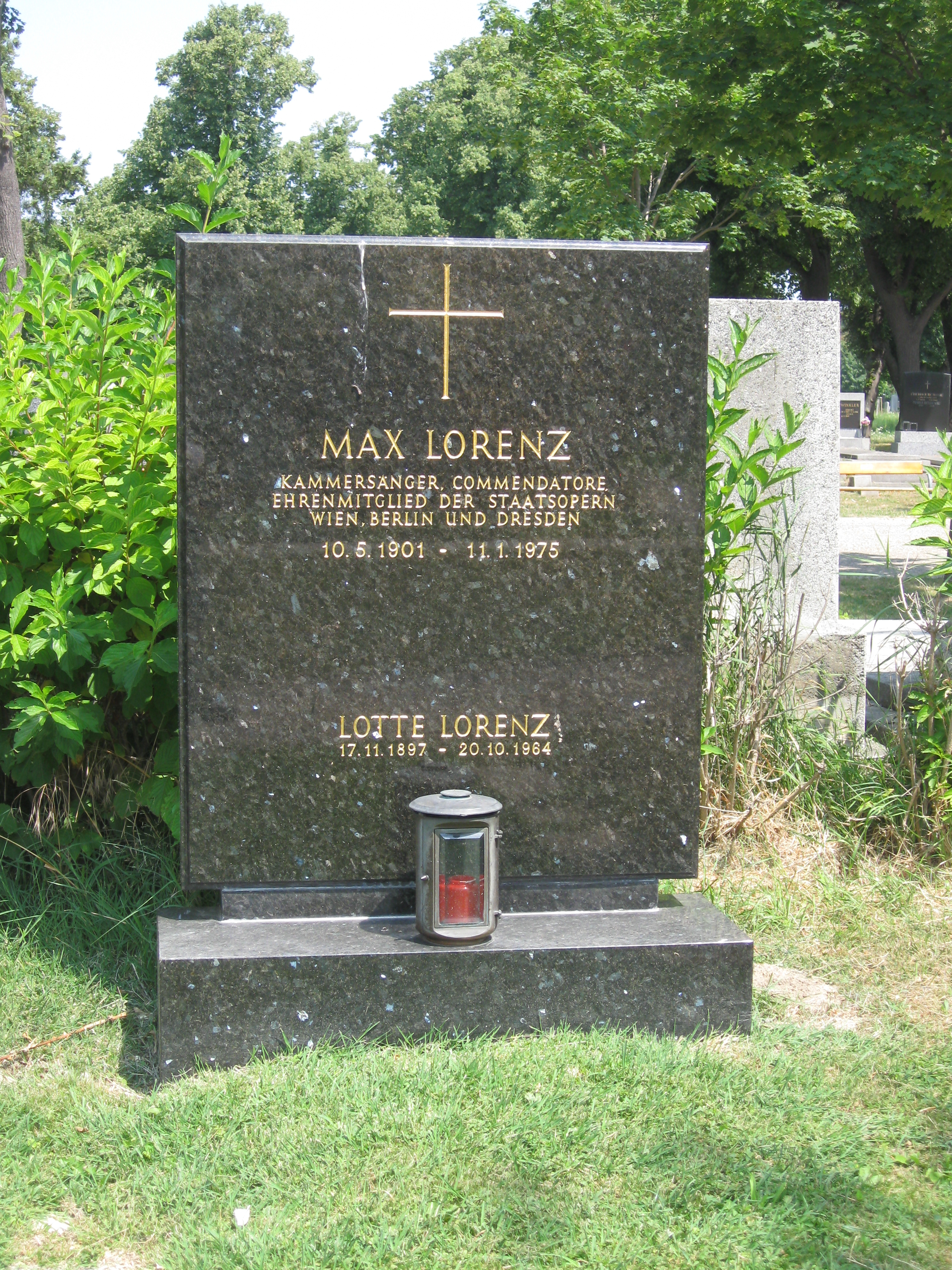
Grab von Max Lorenz auf dem Wiener Zentralfriedhof

Nach dem Zweiten Weltkrieg ließ sich Lorenz in Wien nieder und erwarb die österreichische Staatsbürgerschaft. Er war in dieser Zeit der führende Heldentenor an der Wiener Staatsoper und absolvierte auch zahlreiche Gastspiele an ausländischen Opernbühnen. So sang er im April 1957 den Parsifal in Dessau, damals (wieder) als „Nördliches Bayreuth“ gerühmt. In Bayreuth sang Lorenz zum letzten Mal 1954; dann folgten regelmäßige Auftritte bei den Salzburger Festspielen. Von 1962 bis 1974 unterrichtete Lorenz am Mozarteum in Salzburg und privat in München und Salzburg.
Seine größten Erfolge feierte Max Lorenz als Heldentenor in den Opern Richard Wagners. 1960 sang er zum letzten Mal in Dresden den Titelhelden in Tristan und Isolde. Seinen letzten Auftritt auf einer Opernbühne hatte Lorenz 1962 an der Wiener Staatsoper. Zwei Jahre später starb seine Ehefrau Lotte. Ihr in Israel lebender Bruder James schrieb Lorenz danach einen Brief, in dem es unter anderem heißt:
„[…] was Du in menschlicher Beziehung getan hast, wird für mich immer ein Vorbild sein: Du hast in der ganzen Hitlerzeit treu zu Deiner jüdischen Frau gehalten, und darüber hinaus hast Du meine selige Mutter unter eigener Gefahr bei Dir zuhaus versteckt gehalten. Daran werde ich mich immer mit tiefer Dankbarkeit erinnern. In inniger Freundschaft, James.“
Das Grab von Max und Lotte Lorenz befindet sich im Ehrenhain auf dem Wiener Zentralfriedhof (Gruppe 40, Nummer 37).

## Werk

### Uraufführungen
- 1932: Der Bettler, ein König in „Der Bettler Namenlos“ von Robert Heger  – Wiener Staatsoper (10. November; österreichische Erstaufführung)
- 1935: Prinz Friedrich Arthur von Homburg in Der Prinz von Homburg von Paul Graener – Staatsoper Unter den Linden, Berlin (14. März)
- 1940: Robert Devereux in Die Königin von Paul von Klenau – Staatsoper Unter den Linden, Berlin (28. Mai)
- 1953: Josef K. in Der Prozess von Gottfried von Einem  – Salzburger Festspiele (17. August)
- 1954: Podestà von Castel Circeo in Penelope von Rolf Liebermann – Salzburger Festspiele (17. August)
- 1955: Erster Kaufmann in Irische Legende von Werner Egk – Salzburger Festspiele (17. August)
- 1961: Der alte Torbern in Das Bergwerk zu Falun von Hugo von Hofmannsthal und Rudolf Wagner-Régeny – Salzburger Festspiele (16. August)
- 1962: Der Seher Tiresias in Die Alkestiade von Louise Talma – Oper Frankfurt (1. März)

### Repertoire (Auswahl)
| Beethoven: - Florestan im Fidelio Berg: - Tambourmajor im Wozzeck Bizet: - Don José in Carmen d’Albert: - Pedro in Tiefland Mussorgski: - Grigori Otrepjew in Boris Godunow Offenbach: - Titelpartie von Orpheus in der Unterwelt Pfitzner: - Titelpartie in Palestrina Puccini: - Renato Des Grieux in Manon Lescaut Richard Strauss: - Herodes in Salome - Aegisth in Elektra - Der Tenor/Bacchus in Ariadne auf Naxos - Menelas in Die ägyptische Helena |  | Tschaikowski: - Hermann in Pique Dame Verdi: - Gustaf III. in Ein Maskenball - Don Alvaro in Die Macht des Schicksals - Radames in Aida - Titelpartie in Otello Wagner: - Titelpartie im Rienzi - Erik in Der fliegende Holländer - Titelpartie im Tannhäuser - Titelpartie in Lohengrin - Tristan in Tristan und Isolde - Walther von Stolzing in Die Meistersinger von Nürnberg - Loge in Das Rheingold - Siegmund in Die Walküre - Titelpartie in Siegfried - Siegfried in Götterdämmerung - Titelpartie im Parsifal Weber: - Max im Freischütz Weinberger: - Babinsky in Schwanda, der Dudelsackpfeifer |

## Auszeichnungen
In der Online-Ausgabe des Oesterreichischen Musiklexikons finden sich folgende Auszeichnungen:
- 1936: Ritter I. Klasse des Schwedischen Wasaordens
- 1938: Preußischer Kammersänger; Commendatore
- 1946: Österreichischer Kammersänger
- 1957: Ehrenmitglied der Dresdener Staatsoper
- 1957: Ehrenmitglied der Berliner Staatsoper
- 1959: Österreichisches Ehrenkreuz für Wissenschaft und Kunst I. Klasse
- 1962: Ehrenmitglied der Wiener Staatsoper
- 1963: Richard Wagner-Medaille Bayreuth
- 1967: Verdienstkreuz I. Klasse der Bundesrepublik Deutschland
- 1967: Jubiläumsring des darstellenden, künstlerischen Personals der Wiener Staatsoper
- 1967: Ehrenmedaille in Gold der Stadt Wien[9]